# 패러다이스 페이퍼스
패러다이스 페이퍼스(Paradise Papers)는 국제탐사보도언론인협회(ICIJ)가 2017년 11월 5일(현지시간) 조세회피처로 유명한 영국령 버뮤다의 로펌 '애플비'(Appleby)의 1950년∼2016년의 내부자료를 입수해 폭로한 문건에 붙인 이름이다. 이번에 유출된 자료는 파일 용량이 1.4테라바이트(TB), 문서 1천340만건 규모에 이르고 2016년 파나마 페이퍼스를 입수했던 독일 일간지 쥐트도이체 차이퉁이 이번에도 자료를 입수해 ICIJ와 공동으로 분석했다. 이 프로젝트에는 미국 뉴욕타임스(NYT), 영국 가디언, BBC 등 세계 67개국 언론사 96개사 소속 언론인 382명이 참여했으며 한국에서는 인터넷언론 뉴스타파가 참여했다.

## 애플비
버뮤다가 영국의 식민지였던 1898년에 설립된 법률회사다. 버뮤다에 있는 본사 이외에도 영국령 버진아일랜드, 케이맨제도, 세이셸 등 세계 주요 조세회피처 11곳에 지사를 두고 변호사 등 직원 700여 명이 각국 부호와 다국적 거대기업 등의 페이퍼 컴퍼니 설립 등을 통한 조세회피·재산은닉 등을 지원해왔다.

## 문건 주요 내용
이 문건엔 미국 트럼프대통령의 측근인 미국 상무장관 윌버 로스와 캐나다 총리 트뤼도의 수석 정치자금모금책 스티븐 브론프맨, 영국 엘리자베스 여왕 등 120여 명의 고위 정치인과 세계적 지도자, U2의 보노 등 월드스타급 유명인들이 다수 조세도피처를 이용해 비밀스러운 거래를 한 기록이 있다.
- 엘리자베스 영국 여왕은 사유 재산 1천만 파운드(약 145억원)를 역외 투자했다. 여왕의 재산을 관리하는 랭커스터공국(Duchy of Lancaster)은 이를 조세회피처인 케이맨제도와 버뮤다의 기금에 투자하고, 일부는 빈곤층을 착취한다는 비판을 받아온 영국 전자제품·생활용품 체인 브라이트하우스에 투자한 것으로 알려졌다. BBC는 여왕의 재산이 불법 투자된 정황은 없지만, 여왕이 역외투자에 참여하는 것이 적절한지는 의문이라고 지적했다.

- 윌버 로스 미국 상무장관은 케이맨제도에 설립한 'WL 로스 그룹'을 통해 조세회피처인 마셜제도에 본사를 둔 해운회사 '내비게이터'를 인수했다. 로스는 이 회사를 통해 블라디미르 푸틴 러시아 대통령의 측근이 운영하는 기업에 투자해 막대한 이윤을 남겼다.

- 엘리엇 매니지먼트 설립자 폴 싱어, '기업 사냥꾼' 칼 아이칸, 헤지펀드 투자자 로버트 머서 등이 애플비의 고객으로 이름을 올렸다.

- 러시아 사업가 유리 밀너가 트럼프의 사위이자 백악관 선임고문인 재러드 쿠슈너의 부동산 업체에 투자한 사실이 확인됐다.

- 트뤼도 캐나다 총리의 측근이자 그의 정치자금 모금책인 스티븐 브론프맨은 케이맨제도에서 조세회피용 펀드를 운용 중인 것으로 드러났다

- 다국적 기업 나이키, 애플도 조세회피처를 통해 적극적으로 탈세에 가담했고 트위터와 페이스북은 러시아 국영 금융기관들로부터 수백만 달러에 달하는 투자를 받았다.

- 록그룹 U2 리더 보노는 몰타를 경유, 리투아니아의 한 대형 쇼핑몰을 비밀리에 보유하는 등 유명인들이 탈세를 위해 조세회피처를 이용한 사실도 확인됐다.

## 한국 관련 내용
뉴스타파가 밝혀낸 문건속 한국인은 232명으로, 조세회피처에 세운 법인은 90곳으로 확인됐다.
- 현대상사는 2006년 버뮤다에 '현대 예멘 LNG'라는 페이퍼 컴퍼니를 설립하고 이 회사에 자사가 보유한 예멘 LNG 지분 5.88%를 모두 넘겼다. 이후 현대상사는 이 페이퍼컴퍼니의 지분 48%를 한국가스공사에 넘기는 거래를 했다.[4]

- 효성그룹 조석래 일가가 연루된 페이퍼컴퍼니 '효성 파워 홀딩스'가 발견됐다.[5]

- 현대중공업은 2003년 2월 HYUNDAI HEAVY INDUSTRIES CO., LTD라는 영문명으로 바베이도스에 페이퍼컴퍼니를 설립했다. 하지만 이와는 다르게 현대중공업이 한국에 공시한 계열현황 자료에서는 바베이도스 해외법인 자료가 빠져 있다. 자료 조차 존재하지 않는 유령회사인 것으로 확인됐다.[6]

## 같이 보기
- 경제적 불평등
- 도둑정치
- 돈세탁
- 역외매직서클
- 파나마 페이퍼스
- 판도라 페이퍼스